# 200 meter frisim för herrar i simning vid olympiska sommarspelen 2024
Herrarnas 200 meter frisim vid olympiska sommarspelen 2024 avgjordes mellan den 28 och 29 juli 2024 i Paris La Défense Arena.

## Rekord
Före tävlingarna gällde dessa rekord:
| Världsrekord     | Paul Biedermann (GER) | 1.42,00 | Rom, Italien | 28 juli 2009    |
| Olympiskt rekord | Michael Phelps (USA)  | 1.42,96 | Peking, Kina | 12 augusti 2008 |

## Schema
Alla tiderna är UTC+2.
| Datum        | Tid   | Omgång      |
| ------------ | ----- | ----------- |
| 28 juli 2024 | 10:00 | Försöksheat |
| 28 juli 2024 | 19:37 | Semifinaler |
| 29 juli 2024 | 17:30 | Final       |

## Resultat

### Försöksheat
Simmarna med de 16 bästa tiderna gick vidare till semifinalerna.
| Placering | Heat | Bana | Simmare                | Nation         | Tid     | Noteringar |
| --------- | ---- | ---- | ---------------------- | -------------- | ------- | ---------- |
| 1         | 4    | 4    | David Popovici         | Rumänien       | 1.45,65 | 0Q0        |
| 2         | 3    | 3    | Danas Rapšys           | Litauen        | 1.45,91 | 0Q0        |
| 3         | 4    | 8    | Lucas Henveaux         | Belgien        | 1.46,04 | 0Q0, 0NR0  |
| 4         | 4    | 5    | Hwang Sun-woo          | Sydkorea       | 1.46,13 | 0Q0        |
| 5         | 2    | 5    | Maximillian Giuliani   | Australien     | 1.46,15 | 0Q0        |
| 6         | 2    | 4    | Matthew Richards       | Storbritannien | 1.46,19 | 0Q0        |
| 7         | 2    | 3    | Katsuhiro Matsumoto    | Japan          | 1.46,23 | 0Q0        |
| 7         | 4    | 3    | Luke Hobson            | USA            | 1.46,23 | 0Q0        |
| 9         | 4    | 2    | Thomas Neill           | Australien     | 1.46,27 | 0Q0        |
| 10        | 3    | 4    | Lukas Märtens          | Tyskland       | 1.46,33 | 0Q0        |
| 11        | 3    | 5    | Duncan Scott           | Storbritannien | 1.46,34 | 0Q0        |
| 12        | 2    | 6    | Kim Woo-min            | Sydkorea       | 1.46,64 | 0Q0        |
| 13        | 2    | 2    | Rafael Miroslaw        | Tyskland       | 1.46,81 | 0Q0        |
| 14        | 2    | 1    | Denis Loktev           | Israel         | 1.47,01 | 0Q0        |
| 15        | 3    | 2    | Alessandro Ragaini     | Italien        | 1.47,31 | 0Q0        |
| 16        | 3    | 7    | Filippo Megli          | Italien        | 1.47,39 | 0Q0        |
| 17        | 2    | 8    | Antonio Djakovic       | Schweiz        | 1.47,46 |            |
| 18        | 1    | 4    | Velimir Stjepanovic    | Serbien        | 1.47,56 |            |
| 19        | 3    | 6    | Chris Guiliano         | USA            | 1.47,60 |            |
| 20        | 3    | 8    | Jorge Iga              | Mexiko         | 1.48,38 |            |
| 21        | 1    | 5    | Saso Boskan            | Slovenien      | 1.48,75 |            |
| 22        | 4    | 6    | Pan Zhanle             | Kina           | 1.49,47 |            |
| 23        | 4    | 7    | Ji Xinjie              | Kina           | 1.49,88 |            |
| 24        | 1    | 3    | Omar Abbass            | Syrien         | 1.53,01 |            |
| 25        | 1    | 6    | Muhammad Ahmed Durrani | Pakistan       | 1.58,67 |            |
| 26        | 4    | 1    | Guilherme Costa        | Brasilien      | 0DNS0   |            |
| 26        | 3    | 1    | Nandor Nemeth          | Ungern         | 0DNS0   |            |
| 26        | 2    | 7    | Felix Auböck           | Österrike      | 0DNS0   |            |

### Semifinaler
Simmarna med de 8 bästa tiderna gick vidare till final.
| Placering | Heat | Bana | Simmare              | Nation         | Tid     | Noteringar |
| --------- | ---- | ---- | -------------------- | -------------- | ------- | ---------- |
| 1         | 2    | 4    | David Popovici       | Rumänien       | 1.44,53 | 0Q0        |
| 2         | 2    | 7    | Duncan Scott         | Storbritannien | 1.44,94 | 0Q0        |
| 3         | 1    | 6    | Luke Hobson          | USA            | 1.45,19 | 0Q0        |
| 4         | 1    | 2    | Lukas Märtens        | Tyskland       | 1.45,36 | 0Q0        |
| 5         | 2    | 3    | Maximillian Giuliani | Australien     | 1.45,37 | 0Q0        |
| 6         | 1    | 4    | Danas Rapšys         | Litauen        | 1.45,48 | 0Q0        |
| 7         | 1    | 3    | Matthew Richards     | Storbritannien | 1.45,63 | 0Q0        |
| 8         | 2    | 6    | Katsuhiro Matsumoto  | Japan          | 1.45,88 | 0Q0        |
| 9         | 1    | 5    | Hwang Sun-woo        | Sydkorea       | 1.45,92 |            |
| 10        | 2    | 2    | Thomas Neill         | Australien     | 1.46,18 |            |
| 11        | 2    | 5    | Lucas Henveaux       | Belgien        | 1.46,20 |            |
| 12        | 1    | 7    | Kim Woo-min          | Sydkorea       | 1.46,58 |            |
| 13        | 1    | 8    | Filippo Megli        | Italien        | 1.46,87 |            |
| 14        | 2    | 8    | Alessandro Ragaini   | Italien        | 1.47,08 |            |
| 15        | 2    | 1    | Rafael Miroslaw      | Tyskland       | 1.47,34 |            |
| 16        | 1    | 1    | Denis Loktev         | Israel         | 1.47,93 |            |

### Final
| Placering | Bana | Simmare              | Nation         | Tid     | Noteringar |
| --------- | ---- | -------------------- | -------------- | ------- | ---------- |
| 1         | 4    | David Popovici       | Rumänien       | 1.44,72 |            |
| 2         | 1    | Matthew Richards     | Storbritannien | 1.44,74 |            |
| 3         | 3    | Luke Hobson          | USA            | 1.44,79 |            |
| 4         | 5    | Duncan Scott         | Storbritannien | 1.44,87 |            |
| 5         | 6    | Lukas Märtens        | Tyskland       | 1.45,46 |            |
| 5         | 7    | Danas Rapšys         | Litauen        | 1.45,46 |            |
| 7         | 2    | Maximillian Giuliani | Australien     | 1.45,57 |            |
| 8         | 8    | Katsuhiro Matsumoto  | Japan          | 1.46,26 |            |